# Jeannine De Ruysscher
Jeannine De Ruysscher es una deportista belga que compitió en triatlón. Ganó dos medallas en el Campeonato Europeo de Triatlón de Media Distancia en los años 1990 y 1992.

## Palmarés internacional
| Campeonato Europeo | Campeonato Europeo   | Campeonato Europeo | Campeonato Europeo |
| Año                | Lugar                | Medalla            | Prueba             |
| ------------------ | -------------------- | ------------------ | ------------------ |
| 1990               | Tréveris (RFA)       | Medalla de bronce  | Individual         |
| 1992               | Joroinen (Finlandia) | Medalla de oro     | Individual         |